# (29116) 1981 ED40
A (29116) 1981 ED40 a Naprendszer kisbolygóövében található aszteroida. Schelte J. Bus fedezte fel 1981. március 2-án.